# Erkki Korhonen
Erkki Korhonen (* 1956 in Hämeenlinna) ist ein finnischer Pianist und Dirigent.
Er diplomierte 1983 an der Sibelius-Akademie und führte dann seine Studien in Klavier, Stimmbegleitung und Dirigieren unter Persönlichkeiten wie György Sebök, Dimitri Bashkirov und Tamas Vasary fort. Er spezialisierte sich auf Opernkorrepetition und wirkte unter Max Epstein, Ubaldo Gardini und Alberto Zedda sowie mit Marc Belfort, Tamas Blum und Ralf Weikert an der Oper Zürich.
Von 1989 bis 1997 dozierte er an der Sibelius-Akademie und weiteren Konservatorien in ganz Finnland. Er korrepetierte über 20 Jahre an der Finnischen Nationaloper, dem Savonlinna Opernfestival, der Oper Zürich und am Lyrischen Opernstudio Weimar. 1997 wurde er zum Direktor des Internationalen Opernstudios Zürich und von 2001 bis 2007 zum Intendanten der Finnischen Nationaloper ernannt.
Er trat sowohl als Solist, wie auch als Kammermusiker, in Europa und Nordamerika auf. Außerdem trat Erkki Korhonen im Fernsehen und Radio auf. In Würdigung seiner Verdienste um die Künste wurde er mit der Sibelius-Medaille der Sibelius Gesellschaft von Finnland und den Medaillen der Städte Hämeenlinna und Helsinki ausgezeichnet.
Als künstlerischer Berater und Vorstandsmitglied verschiedener europäischer Festivals und Musikorganisationen wie dem Internationalen Mirjam-Helin-Gesangswettbewerb, diente Erkki Korhonen auch oft in verschiedenen internationalen Gesangswettbewerben als Juror, wie im: la Competizione del opera, Dresden, Queen Sonja International Music Competition, Lappeenranta singing competition, Marseille singing competition, Ernst Haefliger singing competition.